# 황미리
황미리(黃美利)는 대한민국의 순정 만화를 그리는 만화 작가(사실 한 인물이라기보다 브랜드)이다. 그녀의 작품은 보통 십대들의 다양한 일상 생활들을 묘사한다. 다진문화사와 삼양출판사의 공동 브랜드인 꽃님을 통해 만화를 출간하고 있다.

## 같이 보기
- 황미리의 만화 목록
- 한유랑